# Klášter Hradiště nad Jizerou
Klášter Hradiště nad Jizerou è un comune della Repubblica Ceca facente parte del distretto di Mladá Boleslav, in Boemia Centrale.